# Синельниковская улица
Синельниковская улица расположена в Москве, район Южное Бутово, Юго-Западный административный округ.
До 1985 года носила названия — Окрайная улица, Привокзальная улица. Берёт начало в посёлке Бутово, проходит через частный сектор, который представляет собой в основном одно-двухэтажные деревянные жилые дома, построенные в начале и середине XX века. Ширина проезжей заасфальтированной части дороги составляет от 3 метров в посёлке Бутово до 6 метров в районе железнодорожной станции Бутово. Летом 2011 года проезжая часть улицы была полностью заново заасфальтирована. В частных домах по ул. Синельниковская, как и во всем посёлке Бутово центрального водоснабжения нет, население пользуется колонками, находящимися на перекрестках улиц. На всех доступных картах улица изображена как прерывистая. Сначала она проходит по посёлку Бутово, потом обрывается и метров через сто продолжается уже идущая вдоль железной дороги. Соединяет эти два отрезка ул. Синельниковской другая улица — 1-я Павлоградская.
На площади железнодорожной станции Бутово Синельниковская улица пересекается с Большой Бутовской улицей, на которой расположена управа Южное Бутово. Далее улица продолжается вдоль железной дороги, огибает комплекс зданий ОАО «Бутовский комбинат» и упирается в проулок, который через двести метров выходит на 2-ю Мелитопольскую улицу.

## Учреждения и организации
- дом 1А — ООО «Лидер-агро» — запчасти для сельхозтехники, ООО «Волна» — партнер ОАО Могилёвдрев — мебель из сосны — склад-магазин
- дом 4А — ООО «Армада» — стройматериалы
- дом 10 — пункт приема черных и цветных металлов
- дом 12А — ООО «Меа-Энерго» — Дизельгенераторы, Нагрузочные модули и другое.
- дом 47 — Аптека «Ригла», магазин «Центробувь», ресторан «Рельсы-шпалы», магазин «Мясная лавка», магазин товаров «секонд-хенд».

## Транспорт
Синельниковская улица проходит через площадь железнодорожной станции Бутово Курской железной дороги. Также на площади располагается автобусная станция, с которой можно доехать до города Видное, Щербинка, станций метро Бульвар Дмитрия Донского, Аннино. Номера автобусных маршрутов:
- № 94 — Остафьевская улица
- № 18 — Бульвар Дмитрия Донского — Бутовский полигон
- № 108 — 5-й мкр. Северного Бутово — улица Брусилова
- № 835 — 4-й мкр. г. Щербинки
- № 249 — метро Южная